# France Bevk
France Bevk (* 17 de septiembre de 1890 en Zakojca, - † 17 de septiembre de 1970 en Liubliana) fue un escritor, poeta y traductor esloveno. También firmó sus obras con el seudónimo Pavle Sedmak. Fue vicepresidente de la República de Eslovenia en 1947.

## Biografía
Nació en Zakojca, un pueblo cercano a Cerkno en el condado de Gorizia y Gradisca del Imperio austrohúngaro, en la actual Eslovenia. Realizó sus estudios en Kranj, Koper y Gorizia. Durante la Primera Guerra Mundial peleó en el Frente Oriental.
Tras la guerra se dedicó al activismo político y cultural en el Litoral esloveno que ese entonces se encontraba bajo el dominio italiano. Fue perseguido por las autoridades fascistas y encarcelado por sus actividades. 
En 1935 tuvo que emigrar a Liubliana, que se encontraba en el Reino de Yugoslavia, y allí entró en contacto con los círculos intelectuales y artísticos de la ciudad, trabando amistad con el pintor Zoran Mušič, el escritor Vladimir Bartol, el autor y activista político Lavo Čermelj, el crítico literario Josip Vidmar y el historiador de arte France Stele. 
Tras la invasión de Yugoslavia en abril de 1941 fue encarcelado, pero dos años más tarde escapó y se unió a los partisanos yugoslavos. Tras la Segunda Guerra Mundial, vivió un tiempo en Trieste, pero luego regresó a Liubliana. 
Murió en Liubliana el día de su cumpleaños número ochenta.

## Obra
Fue un autor muy prolífico llegando a escribir más de 100 libros. Su obra más conocida es la novela "El vicario Martin Čedermac", en el cual se narran las vicisitudes de un sacerdote católico en la Eslovenia veneta. 
Comenzó a escribir a los dieciséis años. Sus primeros poemas reflejan la lectura de los textos de Oton Župančič y de Maurice Maeterlinck, y de expresionistas cristianos como Joža Lovrenčič o Ivan Pregelj. Su trabajo posterior, sin embargo, refleja un interés creciente por el realismo social y por la resistencia eslovena a la italianización fascista. 
También fue un importante autor de literatura infantil.

## Traducciones de literatura polaca
Tradujo del polaco al esloveno a Władysław Reymont, Juliusz Kaden-Bandrowski, Stefan Żeromski y Eliza Orzeszkowa.

## Reconocimientos
En 1953 pasó a integrar la Academia Eslovena de Ciencias y Artes.
El premio Prešeren le fue concedido en 1949 y en 1954.
La biblioteca regional y la plaza mayor de Nova Gorica llevan su nombre.